# مکلین (میسیسیپی)
مکلین (به انگلیسی: McLain) شهرکی در ایالت میسیسیپی کشور ایالات متحده آمریکا است که جمعیت آن در سرشماری سال ۲۰۱۰ میلادی، ۴۴۱
نفر بوده‌است.